# Dominikanerkloster Stolp

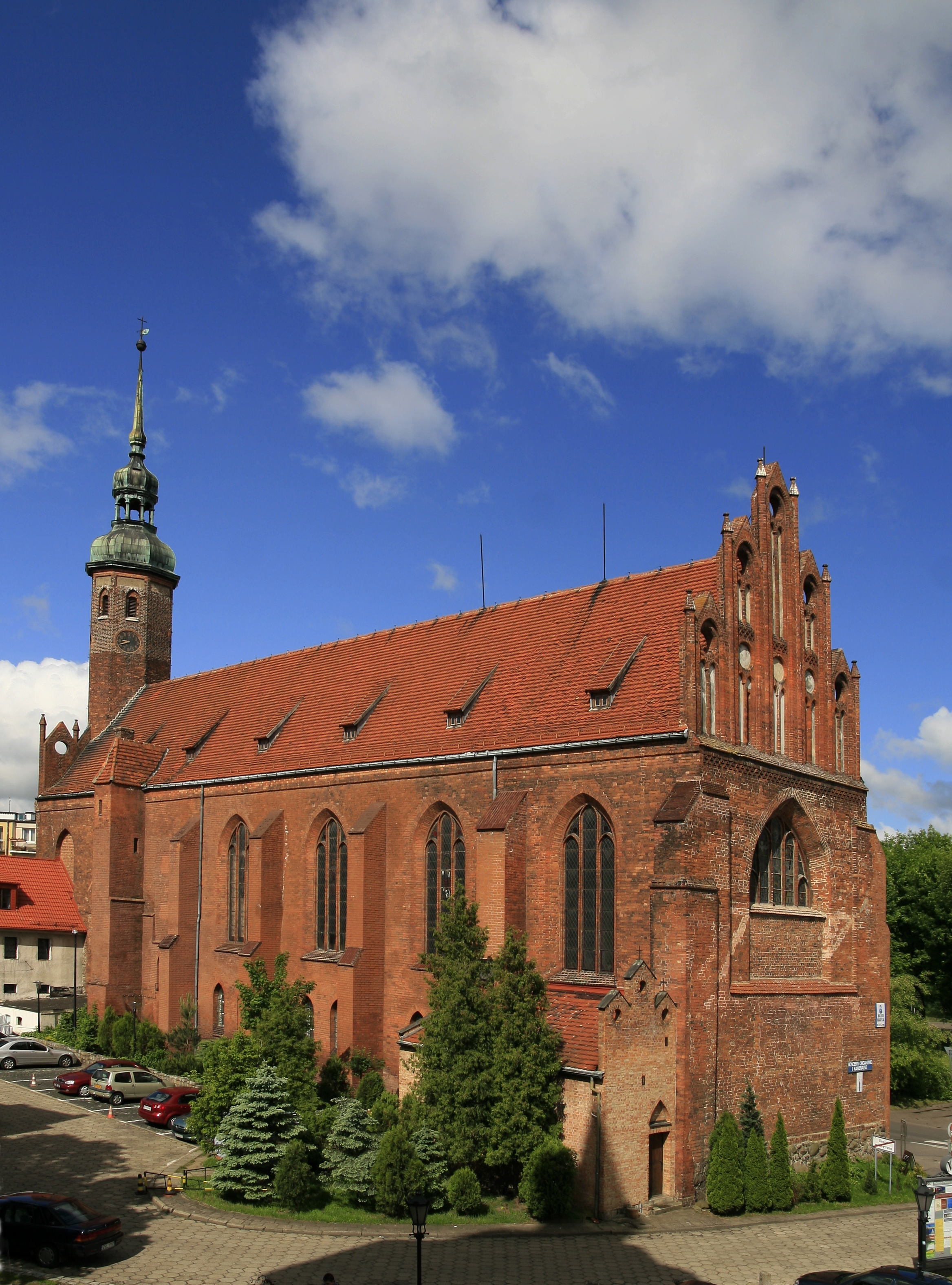
Ehemalige Klosterkirche

Das Dominikanerkloster Stolp (lateinisch Conventus de Stolp) war eine Niederlassung des Dominikanerordens in Stolp (jetzt Słupsk) in Pommern von 1278 bis 1525.

## Lage
Das Kloster lag nahe dem Schloss direkt vor der Stadtmauer der mittelalterlichen Stadt. Stolp lag an der zentralen Handelsstraße entlang der Ostsee von Danzig nach Lübeck. 
Die ehemalige Klosterkirche (jetzt St. Hyazinth/św. Jacka) ist erhalten. Auf dem ehemaligen Klostergelände (später Mönchhof) befanden sich danach das reformierte Predigerhaus, die Schule und das Witwenhaus des Schlosspredigers.

## Geschichte
Über das Kloster sind nur wenige historische Nachrichten erhalten.
1278 wurde den Dominikanerbrüdern aus Danzig auf deren Bitten ein Platz im Burgbezirk (civitates) durch Herzog Mestwin II. von Pommerellen (Danzig) überlassen. Ihnen wurden freie Fischereirechte in der Ostsee und allen Gewässern des Herzogtums sowie Holzungsrechte garantiert.
Diese Rechte wurden von den pommerschen Teilherzögen Wartislaw IV. 1325, Kasimir IV. 1374 und Erich II. 1465 bestätigt und geringfügig erweitert.
Der Konvent besaß mindestens eine Wiese (Mönchswiese), einen Acker und ein Feld und erhielt Stiftungen und freiwillige Abgaben von Bürgern.
1523 wurde bei einer Inventarisierung ein umfangreicher Bestand an wertvollen Monstranzen, Gold- und Silbergegenständen und weiteren Kostbarkeiten festgestellt.
1525 wurde das Kloster von einer wütenden Menschenmenge gestürmt, ausgeräumt, erheblich beschädigt und in Brand gesetzt. Die Ordensbrüder flohen, es ist nicht bekannt, ob einige danach wieder zurückkehrten.

## Weitere Nutzung
Um 1535 wurde nach der Einführung der Reformation in Pommern das Kloster an Ambrosius Vormann übergeben, der es verfallen ließ.
Die Kirche wurde danach als Korn- und Salzspeicher von Bürgern genutzt.
Als die Herzoginwitwe Erdmuthe 1602 in Stolp ihren Witwensitz nahm, ließ sie die Kirche wiederherstellen. Danach wurde sie als lutherische und reformierte Schlosskirche genutzt.
Seit 1945 ist sie polnische katholische Pfarrkirche.